# 克里斯·揚 (音樂家)
克里斯托弗·艾倫·“克里斯”·揚（英語：Christopher Alan "Chris" Young，1985年6月12日—）是一位美國鄉村音樂藝人。他在2006年贏得USA電視台的歌唱比賽節目《納什維爾之星》的冠軍。
他在奪冠後，被RCA唱片納什維爾簽下，並在當年發行了他的首張同名專輯。這張專輯共有兩首單曲登上熱門鄉村音樂榜 ：〈Drinkin' Me Lonely〉與〈You're Gonna Love Me〉。他的第二張專輯《The Man I Want to Be》在2009年9月1日推出。這張專輯包含了三首冠軍單曲〈Voices〉、〈Gettin' You Home (The Black Dress Song)〉與〈The Man I Want to Be〉。揚的第三張專輯《Neon》以〈Tomorrow〉和〈You〉，於2011年再度創造兩首冠軍單曲，以及〈I Can Take It from There〉也在2012年登上20強榜。接著在2013年的《A.M.》專輯中的〈Aw Naw〉和Who I Am with You〉也成為了前5強單曲。

## 早年生活
克里斯·揚在1985年6月12日生於美國田納西州默弗里斯伯勒。他的祖父理查德·耶茨（Richard Yates）是美國鄉村音樂節目《Louisiana Hayride》的表演者。他從小便表現出他對音樂的興趣，並參與各種兒童戲劇演出；他在就讀奧克蘭高中時，加入了學校的合唱團，並且在當地的俱樂部演出。他在2000年與他的高中的冬季移陣式敲擊表演隊（Winter Drumline），在名為《A Night at the Palladium》的演出中擔任墨西哥街頭音樂（mariachi）歌手。這個表演隊也在當年位於俄亥俄州的冬季衛兵國際邀請賽（Winter Guard International Tournament）中表演。他在進入大學後，仍舊持續進行巡迴，且每年更是超過150場演出。

## 職業生涯

### 2005—2007年：納什維爾之星與《克里斯·揚》
在德克薩斯州阿靈頓的一場演出後，他被建議前往參加USA電視台的才藝表演節目《納什維爾之星》。他在德克薩斯州休士頓參加試鏡後，成功進入了該節目，並且在2006年贏得冠軍。他的獲勝使他獲得與RCA唱片納什維爾的一份合約，並且在次年發行了他的首張單曲〈Drinkin' Me Lonely〉。這張單曲在《告示牌》熱門鄉村音樂榜奪得第42名，並也是他由巴迪·卡內恩製作的首張同名專輯中的第一支單曲。而這張專輯的第二支單曲〈You're Gonna Love Me〉在排行榜位居第48名。

### 2008—2010年：《Voices》迷你專輯與《The Man I Want to Be》
克里斯·揚在2008年5月發行他的第三支單曲〈Voices〉。之後他在六月的CMA音樂節，透過寄發電子郵件給在他的攤位的參觀者的方式，以宣傳這支單曲。〈Voices〉在八月的《告示牌》榜登上第37名，使得他首次進入40強。
他的第二張專輯《The Man I Want to Be》於2009年9月發行。這張專輯是由詹姆斯·斯特勞德製作，並收錄了韋倫·詹寧斯的〈Rose in Paradise〉（與威利·納爾遜重唱）和東尼·喬·懷特的〈Rainy Night in Georgia〉兩首的翻唱版本。
克里斯·揚的第四支上榜單曲〈Gettin' You Home (The Black Dress Song)〉，在2009年10月成為他的首支冠軍單曲。而這張專輯的主打歌則在2009年11月推出。這首歌與重新發行的〈Voices〉皆登上了排行榜冠軍。
他與盧克·布萊恩和詹姆·約翰遜獲2010年美國鄉村音樂學院年度最佳獨唱歌手提名。
他在2010年11月10日出席第44屆鄉村音樂獎。
他以〈Gettin' You Home〉獲第53屆葛萊美獎提名為最佳鄉村男歌手。

### 2011年至今：《Neon》與《A.M.》
克里斯·揚在2011年2月推出單曲〈Tomorrow〉。這支單曲是他連續第四支的冠軍單曲。之後他在2011年7月發行了《Neon》專輯。這張專輯收錄了連續第五支冠軍單曲〈You〉，還有主打歌及〈I Can Take It from There〉。〈Tomorrow〉在2012年8月成為他的首張白金唱片。
揚在2013年5月13日推出他第四張錄音室專輯中的首支單曲〈Aw Naw〉。這首歌在2013年11月登上鄉村廣播榜第3名。之後他在2013年9月17日推出《A.M.》專輯。這張專輯的第二支單曲〈Who I Am with You〉於2014年1月20日推出。
揚在2013年擔任CMA的詞曲作家系列大使，前往了貝爾法斯特、都柏林、倫敦及巴黎，以使鄉村音樂能往海外發展。

## 個人生活
揚在2013年8月13日前往蒙大拿州巡迴的途中，因為他腳上的一個小傷口引起的細菌感染，造成他感染性休克，之後他便被救護車送往了科羅拉多州丹佛的一間醫院。負責的醫療團隊快速且立即地對揚進行藥物治療，以防止感染持續擴散。此外，緊急手術的時間也迅速地定在8月14日的午夜，揚的腳的感染也順利地清除了。之後揚在他的醫師的照護下回到家中。他的行動能力如預期般的受到了手術的影響，而他的醫師也要求他在手術後休息一星期再繼續他的巡迴。最終，揚在8月22日再度展開了他的巡迴。
揚在2014年6月因為菜刀割傷了他的左手，使得他取消了在CMA音樂節的表演。而他必須進行手術，以重新接回他左手傷處的肌腱。

## 慈善事業
揚已經表明對Little Kids Rock的支持，他慷慨地捐獻各種物品給該組織進行義賣，並為孩子們的樂器募款。
他同時也是Stars For Stripes最主要的支持者。他在2012年承諾為Stars For Stripes募款，並為了他們而取消了自己的活動，最終募得了35,000美元。另外他也支持聖猶達兒童醫院（St. Jude Children's Hospital），並透過贊助蓋洛德·歐皮蘭德酒店（Gaylord Opryland Resort）的年度樹木堂，來為他們募款。

## 音樂作品
錄音室專輯
- 《Chris Young（英语：Chris Young (album)）》（2006年）
- 《The Man I Want to Be（英语：The Man I Want to Be）》（2009年）
- 《Neon（英语：Neon (Chris Young album)）》（2011年）
- 《A.M.（英语：A.M. (Chris Young album)）》（2013年）

## 外部連結
- 官方网站